# 帕勒蒙
帕勒蒙（英語：Polemon，？—前270年），古希腊哲学家之一，公元前314年成为雅典学园领袖，直至终年。他在一次醉酒后闯入色诺克拉底的课堂，却被其讲学所打动，以至于转投其下，成为他的门生。